# Portalegre (Río Grande del Norte)
Portalegre es un municipio en el estado del Río Grande do Norte (Brasil), localizado en el Polo Serrano de la Mesorregión del Oeste Potiguar, microrregión de Pau dos Ferros. El municipio posee, de acuerdo con el censo realizado por el IBGE en el año 2008, una población de 7.056 habitantes y tiene un área territorial de 110 km².

## Etimología
El topónimo Portalegre es una alusión la ciudad de Portalegre, capital del Distrito de Portalegre, situada en la región del Alentejo, del Alto Alentejo. Su denominación original era Regente y desde 1833, Portalegre.

## Historia
La historia de la región donde Portalegre se encuentra mezcla la influencia entre los nativos de las tierras, los indios Paiacu, Tarairiu, portugueses y la expansión de la carne del charqui.
A finales del siglo XVII fue registrado el surgimiento de Portalegre a través del avance del ganado, durante el ciclo económico de la carne del charqui, que se extendía hasta la marisma del río Açu/Apodi. El Capitán mayor Manoel Nogueira Ferreira erigió la primera hacienda del municipio por la necesidad de procurar paz y tranquilidad.
El día 12 de junio de 1761, a pedido del gobernador de Pernambuco, el juez de Recife, Dr. Miguel Caldas Caldeira de Pina Castillo Blanco, fue enviado a la villa para demarcar la tierra para los indios Paiacu que vivían en la ribeira del Apodi. En 1762, los Paiacu, radicados en la Missão Paiacu (hoy Pacajus- Ceará). Este hecho causó conflictos entre los indios y los moradores de la villa.
La fundación oficial de la villa de Portalegre aconteció el día 8 de diciembre del 1761, en virtud de la Carta de 1755 y Alvará-Régio, también de 1755. Según Luís de la Cámara Cascudo, Portalegre fue la tercera villa a ser fundada en Río Grande del Norte, siendo antecedida de Nova Extremoz del Norte (región que actualmente pertenece a Ceará-Mirim), y de la villa Nova Arês.

## Geografía

### Territorio
Portalegre tenía un área inicial de 5.000 km², que englobaba toda la Microrregión Serrana del Río Grande do Norte. A partir de 1963, no obstante, comenzó a ser desmembrada y dio origen a los municipios de Francisco Dantas, Riacho da Cruz, Viçosa, São Francisco do Oeste y Rodolfo Fernandes. Su área fue reducida a 110 km², según el censo demográfico de 2003, del Instituto Brasilero de Geografía y Estadística (IBGE).
La vegetación, en el área montañosa, con altitud media de 650m, es bastante diversificada y la caatinga arbustiva predomina.